# Vombisidris renateae
Vombisidris renateae é uma espécie de formiga do gênero Vombisidris, pertencente à subfamília Myrmicinae.